# Église Saint-Jean-l'Évangéliste de Loché
L'église Saint-Jean-l'Évangéliste est une église catholique située dans la commune associée de Loché à Mâcon, en Bourgogne, en France. 

## Historique
L'église est inscrite au titre des monuments historiques en 1926,.